# Nati nel 2003/Giugno
| Questa pagina contiene informazioni ricavate automaticamente dalle voci biografiche con l'ausilio del template Bio e di un bot. L'aggiornamento è periodico e automatico e ricostruisce completamente la pagina. Se manca una persona in questa lista, sei pregato di non aggiungerla, ma accertati piuttosto che la sua voce biografica contenga il template Bio e che i dati anagrafici siano correttamente compilati. Se il template Bio manca, inseriscilo tu stesso o, in alternativa, metti l'avviso {{tmp\|Bio}} che ne segnala la mancanza. Se i dati riportati sono sbagliati, correggi direttamente la voce biografica; le modifiche saranno visibili in questa lista entro pochi giorni. Per chiarimenti vedi il progetto biografie. La lista contiene solo le 160 persone che sono citate nell'enciclopedia e per le quali è stato implementato correttamente il template Bio. Pagina aggiornata al 18 ago 2025. |

- 1º giugno - Emjay Anthony, attore statunitense
- 1º giugno - Pascal Loretz, calciatore svizzero
- 1º giugno - Tsubaki Miki, snowboarder giapponese
- 1º giugno - Shailyn Pierre-Dixon, attrice canadese
- 1º giugno - Arianna Sassi, danzatrice su ghiaccio svizzera
- 2 giugno - Sofus Berger, calciatore danese
- 2 giugno - Yusuf Demir, calciatore austriaco
- 2 giugno - Luca Jaquez, calciatore svizzero
- 2 giugno - Marcus Linday, calciatore svedese
- 2 giugno - Shintarō Mochizuki, tennista giapponese
- 2 giugno - Vanja Radivojević, giocatore di football americano serbo
- 2 giugno - Nurgjul Salimova, scacchista bulgara
- 2 giugno - George Snook, canoista neozelandese
- 2 giugno - Jeremy Ray Taylor, attore statunitense
- 2 giugno - Ivan Ćubelić, calciatore croato
- 3 giugno - Oliver Alfonsi, calciatore svedese
- 3 giugno - Karim El Debes, calciatore egiziano
- 3 giugno - Kim Jun-hong, calciatore sudcoreano
- 3 giugno - Louis Partridge, attore britannico
- 3 giugno - Aurora Russo, lottatrice italiana
- 3 giugno - Žiga Župan Oreskovič, sciatore alpino sloveno
- 4 giugno - Giulia Amore, schermitrice italiana
- 4 giugno - Tobias Bach, calciatore danese
- 4 giugno - Yerson Chacón, calciatore venezuelano
- 4 giugno - Nelly Chepchirchir, mezzofondista keniana
- 4 giugno - Mihajlo Ilić, calciatore serbo
- 4 giugno - Pedro Injai Gomes, calciatore portoghese
- 4 giugno - Polina Kudermetova, tennista russa
- 4 giugno - Oliver Provstgaard, calciatore danese
- 4 giugno - Sebastian Sebulonsen, calciatore norvegese
- 5 giugno - Andrusw Araujo, calciatore venezuelano
- 5 giugno - Jean-Stan Du Pac, attore francese
- 5 giugno - Zuza Jabłońska, cantante polacca
- 5 giugno - El Mehdi Maouhoub, calciatore marocchino
- 5 giugno - Rodrigo Henrique Santos de Souza, calciatore brasiliano
- 5 giugno - Jared Wilson, giocatore di football americano statunitense
- 6 giugno - Arif Boşluk, calciatore turco
- 6 giugno - Oscar Fraulo, calciatore danese
- 6 giugno - Sebastián González, calciatore ecuadoriano
- 6 giugno - Lorenzo Lazzari, calciatore sammarinese
- 6 giugno - Marcelo Morales, calciatore cileno
- 6 giugno - Igby Rigney, attore statunitense
- 6 giugno - Jo Van Buggenhout, cestista belga
- 7 giugno - Iacopo Bortolas, combinatista nordico italiano
- 7 giugno - Anuk Brändli, sciatrice alpina svizzera
- 7 giugno - N'Ketia Seedo, velocista olandese
- 7 giugno - Letsile Tebogo, velocista botswano
- 8 giugno - Aaron Donnelly, calciatore nordirlandese
- 8 giugno - Eldin Dzogovic, calciatore lussemburghese
- 8 giugno - Jusef Erabi, calciatore svedese
- 8 giugno - Igor Miladinović, calciatore serbo
- 8 giugno - Tyron Owusu, calciatore svizzero
- 8 giugno - Dikeni Salifou, calciatore togolese
- 9 giugno - Maia Biginelli, tuffatrice italiana
- 9 giugno - Nikola Jović, cestista serbo
- 9 giugno - Johnny Kenny, calciatore irlandese
- 9 giugno - Maicol León, calciatore cileno
- 10 giugno - Anna Adelusi, pallavolista italiana
- 10 giugno - Sondre Auklend, calciatore norvegese
- 10 giugno - Anastasiia Bakhtyreva, nuotatrice artistica russa
- 10 giugno - Sahmkou Camara, calciatore guineano
- 10 giugno - Alexia Căruțașu, pallavolista rumena
- 10 giugno - Kelvin John, calciatore tanzaniano
- 10 giugno - Simon Koech, siepista keniano
- 10 giugno - Nadine Laurent, fondista italiana
- 10 giugno - Nathan Ngoy, calciatore belga
- 11 giugno - Merle Fräbel, slittinista tedesca
- 11 giugno - Kayky, calciatore brasiliano
- 11 giugno - Breanna Yde, attrice, cantante e doppiatrice statunitense
- 12 giugno - Massimiliano Dell'Acqua, cestista svizzero
- 12 giugno - Moustapha Djimet, calciatore centrafricano
- 12 giugno - Elias Jelert, calciatore danese
- 12 giugno - Joel Kelso, pilota motociclistico australiano
- 12 giugno - Gabriele Laurenzano, pallavolista italiano
- 12 giugno - Ignacio Miramón, calciatore argentino
- 12 giugno - Timothé Rupil, calciatore lussemburghese
- 13 giugno - Michael Hall Jr., giocatore di football americano statunitense
- 13 giugno - Lim Si-hyeon, arciera sudcoreana
- 13 giugno - Britt Weerman, altista olandese
- 13 giugno - Naci Ünüvar, calciatore olandese
- 14 giugno - Cheickna Doumbia, calciatore maliano
- 14 giugno - Jenna Forrester, nuotatrice australiana
- 14 giugno - Eteri Kakutia, nuotatrice artistica kazaka
- 14 giugno - Lucas Rodríguez, calciatore uruguaiano
- 14 giugno - Nicolás Wunsch, calciatore uruguaiano
- 15 giugno - Pablo Barrios, calciatore spagnolo
- 16 giugno - José Bica, calciatore portoghese
- 16 giugno - Nathaniel Brown, calciatore tedesco
- 16 giugno - Anna Cathcart, attrice canadese
- 17 giugno - Brian Gutiérrez, calciatore statunitense
- 17 giugno - Rizki Juniansyah, sollevatore indonesiano
- 17 giugno - Benson Kiplangat, mezzofondista keniano
- 17 giugno - Alice Pellinghelli, calciatrice italiana
- 17 giugno - Chadi Riad, calciatore marocchino
- 17 giugno - Nazar Vološyn, calciatore ucraino
- 17 giugno - Patrycja Waszczuk, scacchista polacca
- 18 giugno - Bailey Bass, attrice e modella statunitense
- 18 giugno - Axel Camblan, calciatore francese
- 18 giugno - Mohamed Wael Derbali, calciatore tunisino
- 18 giugno - ʿAlīreżā Firūzjāh, scacchista iraniano
- 18 giugno - Tom Pouilly, calciatore francese
- 18 giugno - Paweł Teclaf, scacchista polacco
- 19 giugno - Nilson Angulo, calciatore ecuadoriano
- 19 giugno - Louis Bielle-Biarrey, rugbista a 15 francese
- 19 giugno - Jalen Hood-Schifino, cestista statunitense
- 20 giugno - Musab Al-Juwayr, calciatore saudita
- 20 giugno - Fëdar Lapavuchaŭ, calciatore bielorusso
- 20 giugno - Hans Niemann, scacchista statunitense
- 20 giugno - Marc Pubill, calciatore spagnolo
- 20 giugno - Patrik Vydra, calciatore ceco
- 21 giugno - Michael Caicedo, cestista spagnolo
- 21 giugno - Lyodra, cantante indonesiana
- 21 giugno - Lisa Pigato, tennista italiana
- 21 giugno - Giovana Queiroz, calciatrice brasiliana
- 21 giugno - Yomar Rocha, calciatore boliviano
- 22 giugno - Sinclair Armstrong, calciatore irlandese
- 22 giugno - Ekaterina Beljaeva, tuffatrice russa
- 22 giugno - Simone Cerasuolo, nuotatore italiano
- 22 giugno - Kilian Nikièma, calciatore olandese
- 22 giugno - Sebastián Pérez Bouquet, calciatore messicano
- 22 giugno - Mariano Troilo, calciatore argentino
- 23 giugno - Martín Fernández, calciatore uruguaiano
- 23 giugno - Josif Miladinov, nuotatore bulgaro
- 23 giugno - Matteo Parenzan, tennistavolista italiano
- 24 giugno - Diego Castrillo, calciatore uruguaiano
- 24 giugno - Casper Terho, calciatore finlandese
- 24 giugno - Leo Walta, calciatore finlandese
- 24 giugno - Melle Witteveen, calciatore olandese
- 25 giugno - Sara Choi, sciatrice alpina sudcoreana
- 25 giugno - Ismael Ferrer, calciatore spagnolo
- 25 giugno - Beppe Grillo, velocista maltese
- 25 giugno - Chris Guiliano, nuotatore statunitense
- 25 giugno - Luke Hobson, nuotatore statunitense
- 25 giugno - Frederik Ihler, calciatore danese
- 25 giugno - Volodymyr Kostjuk, ginnasta ucraino
- 26 giugno - Valentín Gómez, calciatore argentino
- 26 giugno - Mohammad Javad Hosseinnejad, calciatore iraniano
- 26 giugno - Laurianne Imbeau, nuotatrice artistica canadese
- 26 giugno - Maurits Kjærgaard, calciatore danese
- 26 giugno - Javier Rodríguez Galiano, calciatore spagnolo
- 26 giugno - Saeid Saharkhizan, calciatore iraniano
- 27 giugno - Adam Danko, calciatore slovacco
- 27 giugno - Tomokazu Harimoto, tennistavolista cinese
- 27 giugno - Francisco Marco, calciatore argentino
- 27 giugno - Zoran Moco, calciatore francese
- 27 giugno - Kevin Prieto, calciatore uruguaiano
- 27 giugno - Viola Scotto di Carlo, nuotatrice italiana
- 28 giugno - Brandon Aguilera, calciatore costaricano
- 28 giugno - Marta García Rincón, sollevatrice spagnola
- 29 giugno - Jude Bellingham, calciatore inglese
- 29 giugno - Konfuz, cantante armeno
- 30 giugno - Souleyman Alaphilippe, taekwondoka francese
- 30 giugno - Tjaš Begić, calciatore sloveno
- 30 giugno - Polyniki Emmanouilidou, velocista greca
- 30 giugno - Tim Iroegbunam, calciatore inglese
- 30 giugno - Henriette Jæger, velocista norvegese
- 30 giugno - Luka Marttila, pallavolista finlandese
- 30 giugno - Tochukwu Nnadi, calciatore nigeriano
- 30 giugno - Chiara Robustellini, calciatrice italiana
- 30 giugno - Ami Wada, nuotatrice artistica giapponese